# Hay que deshacer la casa
Pour plus de détails, voir Fiche technique et Distribution.
Hay que deshacer la casa est un film espagnol réalisé par José Luis García Sánchez, sorti en 1986.

## Synopsis
Une femme partie vivre à Paris doit retourner en Espagne à la suite de la mort de ses parents.

## Fiche technique
- Titre : Hay que deshacer la casa
- Réalisation : José Luis García Sánchez
- Scénario : Rafael Azcona et José Luis García Sánchez d'après la pièce de théâtre de Sebastián Junyent
- Musique : Miguel Morales
- Photographie : José Luis Alcaine
- Montage : Pablo G. del Amo
- Société de production : In-Cine Compañía Industrial Cinematográfica, Jet Films et Lince Films
- Pays :  Espagne
- Genre : Comédie
- Dates de sortie : 
  -  Espagne : 3 octobre 1986

## Distribution
- Amparo Rivelles : Laura
- Amparo Soler Leal : Ana
- Joaquín Kremel : Frutos
- Josep Maria Pou : Ramón
- Luis Merlo : Marcelo

## Distinctions
Le film a reçu le prix Goya de la meilleure actrice pour Amparo Rivelles.